# Kindermissionswerk

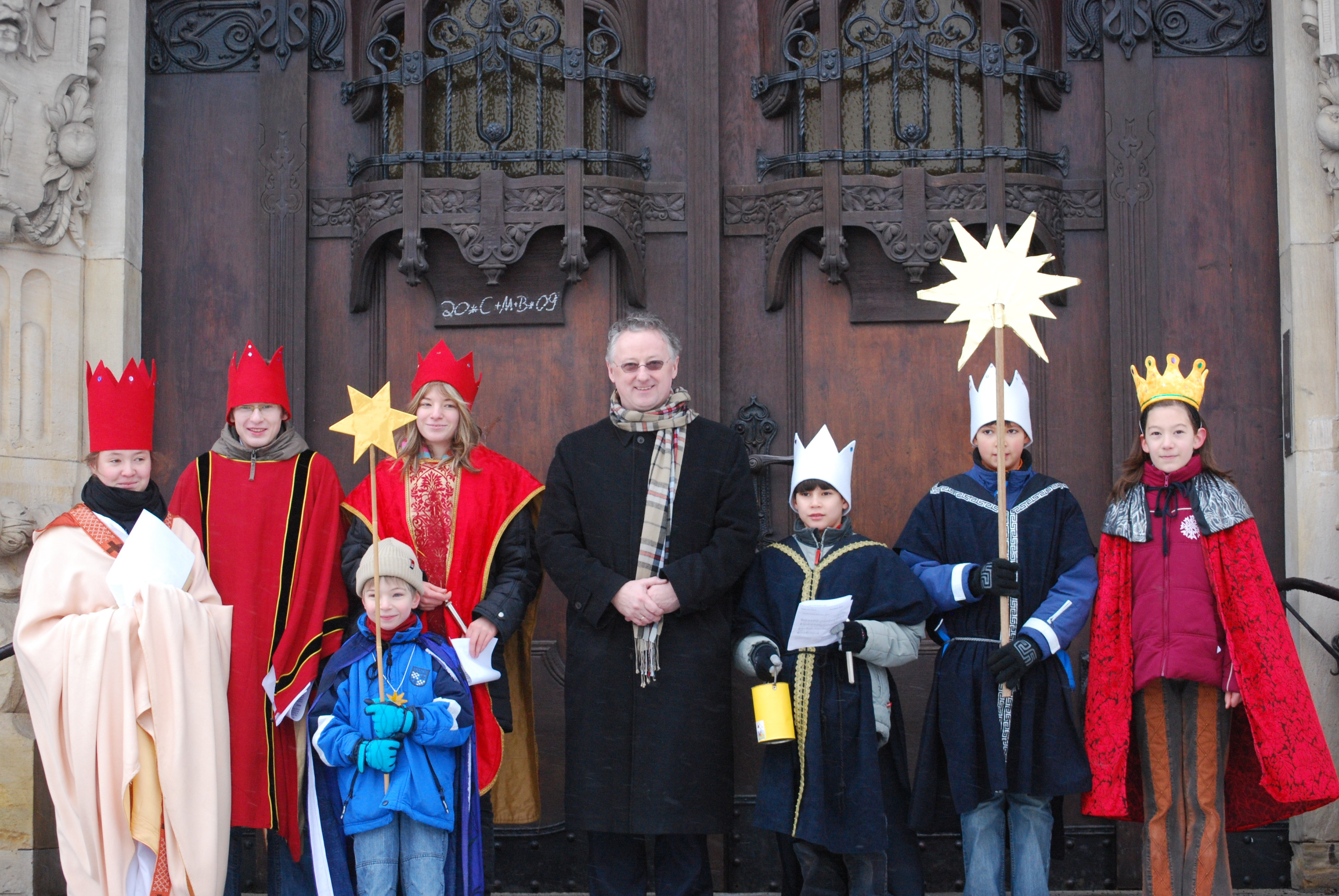
Sternsinger in Dessau-Roßlau

Das Kindermissionswerk „Die Sternsinger“ ist das Kinderhilfswerk der katholischen Kirche in Deutschland mit Sitz in Aachen und ein Werk der Päpstlichen Missionswerke. Es organisiert seit 1959 in Deutschland das Sternsingen, auch „Aktion Dreikönigssingen“ genannt, bei dem Kinder und Jugendliche für Kinderhilfsprojekte in der ganzen Welt Spenden sammeln. Schwerpunkt der Spendenkampagne im Jahr 2023 sind Hilfsprojekte rund um die Rechte von Kindern in Indonesien.

## Geschichte
Das Kindermissionswerk geht auf eine französische Initiative des Bischofs Charles-Auguste-Marie-Joseph de Forbin-Janson von Nancy (1785–1844) zurück, dessen Großväter Joseph Palamede de Forbin-Janson (1726–1809) und Karl Anton Hyacinth von Gallean (1737–1778), in der Heiliggeistkirche (Heidelberg) bzw. in St. Sebastian (Mannheim) begraben liegen. Im Mai 1843 rief er das Kinderhilfswerk Oeuvre de la Sainte Enfance ins Leben (deutsch: Werk der heiligen Kindheit), dessen Grundintention es war, dass französische Kinder für Kinder in China beteten und sich für sie einsetzten.
Das Aachener Mädchen Auguste von Sartorius brachte diese Idee nach Deutschland und gründete, nachdem ihre ersten Bemühungen auf Ablehnung gestoßen waren, schließlich in Anlehnung an das französische Vorbild am 2. Februar (Mariä Lichtmess) 1846 das deutsche Kindermissionswerk unter dem Namen Verein der heiligen Kindheit, auch Kindheit-Jesu-Verein genannt.
Bereits im Jahr 1856 wurde der Verein von Papst Pius IX. als kirchlicher Verein anerkannt und erhielt einen Kardinal als Protektor. 66 Jahre später, am 3. Mai 1922 erhob Papst Pius XI. den Verein der heiligen Kindheit zum Päpstlichen Werk mit dem Namen Päpstliches Missionswerk der Kinder in Deutschland.
Während des Zweiten Weltkriegs litt die Arbeit des Werks der Heiligen Kindheit unter der restriktiven Gesetzgebung der Nationalsozialisten. Die gleichzeitige Mitgliedschaft in nationalsozialistischen Jugendorganisationen und kirchlichen Verbänden wurde 1933 untersagt; die Zahl der Mitglieder sank. Das öffentliche Sammeln von Geld wurde untersagt, die Mitarbeit von Lehrpersonen in kirchlichen Verbänden verboten und das Werk der Heiligen Kindheit durch die Gestapo überwacht.
Im Oktober 1945 nahm das Werk seine Arbeit wieder auf und veröffentlichte ab 1949 die Zeitschriften „Die Sternsinger“ und „Heilige Kindheit – Schule und Mission“. Um den 6. Januar 1959 fand erstmals die Sternsingeraktion oder Aktion Dreikönigssingen statt.
Im Sommer 2022 wurden Vorwürfe sexuellen Missbrauchs gegen den früheren Präsidenten Winfried Pilz öffentlich bekannt, die dieser in den 1970er-Jahren begangen hatte. Das Erzbistum Köln, zu dem Pilz gehörte, hatte 2014 Sanktionen gegen den Priester erlassen, das Kindermissionswerk erfuhr nach eigenen Angaben erst 2021 von den Vorwürfen. Nach einer internen Analyse von Akten beauftragte das Kindermissionswerk im November 2022 eine externe Anwältin und Mediatorin mit einer Untersuchung auf etwaiges sexuell missbräuchliches Verhalten von Pilz während seiner Amtszeit als Präsident (2000–2010), um Transparenz zu schaffen; die Ergebnisse sollen veröffentlicht werden.

### Präsidenten des Kindermissionswerkes in Deutschland
- 1980 bis 2000 Prälat Arnold Poll
- 2000 bis 2010 Monsignore Winfried Pilz
- 2010 bis Herbst 2019 Prälat Klaus Krämer
- seit 10. Oktober 2019 Pfarrer Dirk Bingener[5]

## Aktion Dreikönigssingen
Beim Beginn der Aktion Dreikönigssingen 1959 beteiligten sich in ganz Deutschland noch etwa 100 Pfarrgemeinden und sammelten umgerechnet 45.000 Euro; heute ziehen Kinder und Jugendliche in den meisten der 12.500 deutschen Pfarrgemeinden um den Dreikönigstag von Haus zu Haus und sammeln Spenden. Jährlich beteiligen sich rund 300.000 Sternsinger bundesweit an der Aktion, die seit 1959 über 1,14 Milliarden Euro an Spendengeldern sammelten (Stand: 2019). Im Jahr 2020 wurden 1.428 Projekte in 96 Ländern unterstützt.
Spendenaufkommen und beteiligte Gemeinden der Aktion Dreikönigssingen in Deutschland:
| Jahr | Anzahl der Gemeinden | Einnahmen        | Beispielland             | Motto                                                                                          | Landessprache                                       |
| ---- | -------------------- | ---------------- | ------------------------ | ---------------------------------------------------------------------------------------------- | --------------------------------------------------- |
| 1991 | 10.666 Gemeinden     | 16,3 Mio. Euro   | Papua-Neuguinea          | Aufbrechen, damit Kinder heute leben können.                                                   | Kirap                                               |
| 1992 | 10.779 Gemeinden     | 18,2 Mio. Euro   | Bolivien                 | Hoffnung, damit Kinder heute leben können                                                      | Esperanza                                           |
| 1993 | 11.312 Gemeinden     | 19,9 Mio. Euro   | Nigeria                  | Sauberes Wasser, damit Kinder heute leben können                                               | Mmili di Mma                                        |
| 1994 | 11.662 Gemeinden     | 21,5 Mio. Euro   | Vietnam                  | Eine Neue Erde, damit Kinder heute leben können                                                | Trái đất mới                                        |
| 1995 | 11.895 Gemeinden     | 22,5 Mio. Euro   | Mosambik                 | Heimat für alle, damit Kinder leben können                                                     | Kaya Kwanga                                         |
| 1996 | 12.105 Gemeinden     | 23,6 Mio. Euro   | Indonesien               | Gerechtigkeit für alle, damit Kinder heute leben können                                        | Keadilan                                            |
| 1997 | 12.309 Gemeinden     | 24,9 Mio. Euro   | Ecuador                  | Offene Türen, damit Kinder heute leben können                                                  | Pascasca                                            |
| 1998 | 12.564 Gemeinden     | 26,8 Mio. Euro   | Eritrea                  | Einander Segen sein, damit Kinder heute leben können                                           | Burakie                                             |
| 1999 | 12.772 Gemeinden     | 28,3 Mio. Euro   | Bangladesch              | Miteinander singen, damit Kinder heute leben können                                            | Schombeto                                           |
| 2000 | 12.836 Gemeinden     | 29,9 Mio. Euro   | Mexiko                   | Jesus Christus – Brot des Lebens, damit Kinder heute leben können                              | -                                                   |
| 2001 | 12.854 Gemeinden     | 30,1 Mio. Euro   | Südafrika                | Lernen und Handeln, damit Kinder heute leben können                                            | Funduzenzele                                        |
| 2002 | 12.683 Gemeinden     | 27,6 Mio. Euro   | Volksrepublik China      | Heilende Hände, damit Kinder heute leben können                                                | Zhiyu zhi shou                                      |
| 2003 | 12.540 Gemeinden     | 32,2 Mio. Euro   | Chile                    | Kindern ein Zuhause geben                                                                      | Dar un hogar                                        |
| 2004 | 12.516 Gemeinden     | 34,3 Mio. Euro   | Ruanda                   | Kinder bauen Brücken                                                                           | gufatanya kubaka                                    |
| 2005 | 12.743 Gemeinden     | 47,6 Mio. Euro * | Thailand                 | Kinder haben eine Stimme                                                                       | dek mii sitti riak rong                             |
| 2006 | 12.421 Gemeinden     | 38,7 Mio. Euro   | Peru                     | Kinder schaffen was                                                                            | Los niños lo pueden lograr                          |
| 2007 | 12.223 Gemeinden     | 38,8 Mio. Euro   | Madagaskar               | Kinder sagen Ja zur Schöpfung                                                                  | Tianay ny Haritanan Atra                            |
| 2008 | 11.886 Gemeinden     | 39,7 Mio. Euro   |                          | Sternsinger für die Eine Welt (50. Aktion Dreikönigssingen)                                    |                                                     |
| 2009 | 12.087 Gemeinden     | 39,6 Mio. Euro   | Kolumbien                | Kinder suchen Frieden                                                                          | buscamos la paz                                     |
| 2010 | 11.853 Gemeinden     | 40,6 Mio. Euro   | Senegal                  | Kinder finden neue Wege                                                                        | Utub yoon bu bees                                   |
| 2011 | 11.622 Gemeinden     | 41,8 Mio. Euro   | Kambodscha               | Kinder zeigen Stärke                                                                           | kmäng kmäng bong-hein kom-lahng                     |
| 2012 | 11.529 Gemeinden     | 42,4 Mio. Euro   | Nicaragua                | Klopft an Türen, pocht auf Rechte                                                              | Llamar a las puertas, insistir en vuestros derechos |
| 2013 | 11.604 Gemeinden     | 43,7 Mio. Euro   | Tansania                 | Segen bringen – Segen sein. Für Gesundheit in Tansania und weltweit!                           |                                                     |
| 2014 | 11.075 Gemeinden     | 44,5 Mio. Euro   | Malawi                   | Segen bringen – Segen sein. Hoffnung für Flüchtlingskinder in Malawi und weltweit!             |                                                     |
| 2015 | 10.515 Gemeinden     | 45,5 Mio. Euro   | Philippinen              | Segen bringen – Segen sein. Gesunde Ernährung für Kinder auf den Philippinen und weltweit!     |                                                     |
| 2016 | 10.282 Gemeinden     | 46,2 Mio. Euro   | Bolivien                 | Segen bringen – Segen sein. Respekt für dich, für mich, für andere – in Bolivien und weltweit! |                                                     |
| 2017 | 10.328 Gemeinden     | 46,80 Mio. Euro  | Kenia                    | Gemeinsam für Gottes Schöpfung – in Kenia und weltweit!                                        |                                                     |
| 2018 | 10.148 Gemeinden     | 48,76 Mio. Euro  | Indien                   | Kinder mit einer Mission – Gemeinsam gegen Ausbeutung! (Kinderarbeit in Indien)                |                                                     |
| 2019 | 10.226 Gemeinden     | 50,24 Mio. Euro  | Peru                     | Wir gehören zusammen – in Peru und weltweit!                                                   |                                                     |
| 2020 | 9.569 Gemeinden      | 49,26 Mio. Euro  | Libanon                  | Frieden! Im Libanon und weltweit!                                                              |                                                     |
| 2021 | 7.928 Gemeinden      | 38,22 Mio. Euro  | Ukraine                  | Kindern Halt geben – in der Ukraine und weltweit!                                              |                                                     |
| 2022 | 8.423 Gemeinden      | 38,56 Mio. Euro  | Ägypten Ghana Südsudan   | Gesund werden – gesund bleiben. Ein Kinderrecht weltweit!                                      |                                                     |
| 2023 | 8.260 Gemeinden      | 45,45 Mio. Euro  | Indonesien               | Kinder stärken, Kinder schützen – in Indonesien und weltweit!                                  |                                                     |
| 2024 | 7.622 Gemeinden      | 45,99 Mio. Euro  | Brasilien Kolumbien Peru | Gemeinsam für unsere Erde – in Amazonien und weltweit!                                         |                                                     |
| 2025 |                      |                  | Kenia Kolumbien          | Erhebt Eure Stimme! Sternsingen für Kinderrechte                                               |                                                     |

## Weltmissions-Tag der Kinder
Seit 1950 wird nach der Festlegung durch Papst Pius XII. der sogenannte „Weltmissionstag der Kinder“ – zwischen dem Weihnachtsfest und dem Fest Epiphanie gelegen – begangen. In der Diözese Linz ist diese Sammlung als „Krippen-Opfer“ bekannt und wird traditionell am 28. Dezember, dem Tag der Unschuldigen Kinder begangen.

## Weitere Aufgaben
Neben den Sternsingeraktionen beteiligen sich gemeinsam mit dem Kindermissionswerk „Die Sternsinger“ Schulen, einzelne Klassen, Kindergartengruppen, Gruppen aus Jugendverbänden oder Pfarrgemeinden, Messdiener oder Kinderchöre an Aktionen für internationale Kinderprojekte. Mit Weihnachtsbasaren oder Sommerfesten, Sponsorenläufen oder Kinderflohmärkten sammeln sie Geld. Das Kindermissionswerk „Die Sternsinger“ beteiligt sich an kirchlichen Aktionen wie dem Weltmissionstag der Kinder, Kampagnen gegen Kinderarmut und Aids sowie zur Stärkung der Kinderrechte. „Des Weiteren hat die Unterstützung der Evangelisierungsarbeit in den Ländern Asiens, Ozeaniens, Afrikas und Lateinamerikas einen besonderen Stellenwert.“
Ein weiteres Arbeitsfeld ist die Organisation von Kinderpatenschaften. Im Jahr 2020 kamen so 1,16 Mio. Euro für Kinder in aller Welt zusammen.

## Philatelistisches
Mit dem Erstausgabetag 7. Januar 2021 gab die Deutsche Post AG anlässlich des 175 Jahre bestehenden Kindermissionswerks ein Sonderpostwertzeichen im Nennwert von 80 Eurocent heraus.
Der Entwurf stammt von Serge Rompza aus Berlin und Anders Hofgaard aus Oslo.

## Sonstiges
Die sparsame und satzungsgemäße Verwendung der Spendengeldern wird dem Kindermissionswerk jährlich durch die Auszeichnung mit dem Spendensiegel des Deutschen Zentralinstituts für soziale Fragen bescheinigt.